# The Heart of Neolithic Orkney

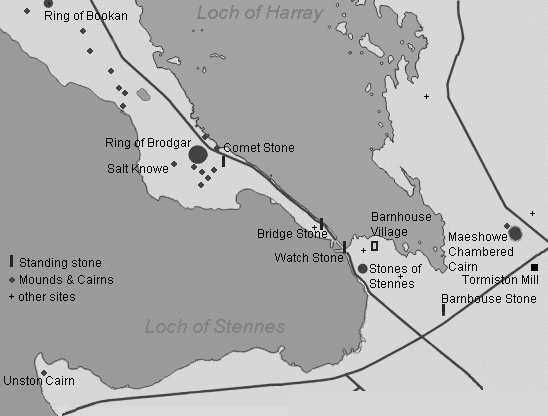
Übersicht über das Weltkulturerbe The Heart of Neolithic Orkney (Schottland, UK) ohne die Siedlung Skara Brae (circa sechs Kilometer nordwestlich des Ausschnittes)

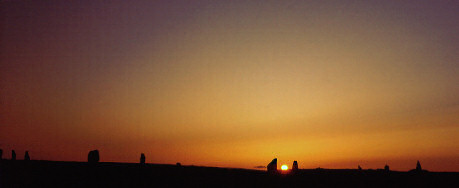
Midsummer Sunset auf der Brodgar_Halbinsel (16. Juni 2003 gegen 22:30 Uhr) – Der Sonnenstand bei Untergang genau zwischen zwei markanten Steinen ist ein rein graphisch/ästhetisches Moment und darf nicht als Interpretation möglicher Alignmente zur Erklärung von Brodgar als Sonnen- (oder auch Mond- oder sonst wie -observatorium) im Sinne von Alexander Thom u. a. missverstanden werden

The Heart of Neolithic Orkney ist eine Bezeichnung für eine Ansammlung der bedeutendsten Kulturdenkmale auf Orkney (Schottland, GB), der Ende 1999 von der UNESCO der Status als Weltkulturerbe zuerkannt wurde. Dem war ein mehr als zehn Jahre andauerndes Antragsverfahren vorausgegangen.
Die ursprüngliche Antragstellung bezog sich nur auf die Stones of Stenness, den Ring of Brodgar und den Maeshowe Cairn. Später kamen die verstreut zwischen den Großobjekten liegenden Menhire hinzu, um das Gesamtensemble der Brodgar-Stenness Area zu erfassen.
Nach einer abschließenden Begehung im Frühjahr 1999 bestätigte der Internationale Rat für Denkmalpflege (ICOMOS-International Council on Monuments and Sites) das Konzept, brachte aber gleichzeitig sein Bedauern darüber zum Ausdruck, dass die jungsteinzeitliche Siedlung Skara Brae im bisherigen Verfahren keine Berücksichtigung gefunden hatte. In der Folge wurde Skara Brae mitsamt der umgebenden conservation area nach nationalem Recht in die endgültige Designation des Weltkulturerbes The Heart of Neolithic Orkney aufgenommen.
Das ursprünglich als Neolithic Heart of Orkney bezeichnete Denkmal ist gemäß Artikel 1 der World Heritage Convention von 1972 als group of sites kategorisiert und erfüllt als Gesamtdenkmal die Widmungskriterien I bis IV der Convention.
Aufgrund dieser Beurteilung wurde The Heart of Neolithic Orkney als damals zweiter von heute vier Komplexen in Schottland als Weltkulturerbe bestätigt.
Die Kategorisierung als Gruppe von Einzelobjekten und die räumliche Bindung an die beiden conservation areas veranlasste Scottish Executive nach der offiziellen Bestätigung zu einer Protokollnotiz, die es so bis dahin noch nicht gegeben hatte: Scottish Executive erklärte als eine Art von Selbstverpflichtung alle Kulturdenkmale der betreffenden Areale dem Weltkulturerbe im engeren Sinne gleichzustellen und sie entsprechend zu schützen – unabhängig davon, ob sie zum Zeitpunkt der Erklärung bereits bekannt waren oder erst noch zu entdecken sind. Eine erste praktische Konsequenz hatte dies für die jungsteinzeitliche Siedlung in der Gemarkung Barnhouse etwas nordwestlich der Stones of Stenness: Bei der ersten Antragstellung war Barnhouse zwar lokalisiert, aber noch nicht ausgegraben und erforscht. Die Siedlung findet in der Begründung für die Erhebung zum Weltkulturerbe nur nachrichtlich und eher beiläufig Erwähnung, wird heute aber allgemein dem Weltkulturerbe zugerechnet.
Inzwischen sind Scottish Executive und Historic Scotland als zuständige management agency im Sinne der World Heritage Convention noch einen Schritt weitergegangen: Zurzeit läuft ein Antrag auf eine ganz wesentliche Erweiterung des räumlichen Geltungsbereichs, der insbesondere dazu dienen soll, das Henge-Monument des Ring of Bookan mitsamt der benachbarten Cairns, den Unstan Cairn aus dem 3. Jahrtausend v. Chr. und die etwa drei Kilometer entfernten, nordwestlich von Maeshowe gelegenen Knowes o’ Trotty (Erdhügel) aus dem 2. Jahrtausend v. Chr. einzubeziehen.
Für die wissenschaftliche Forschung hat sich die Ausweisung in jeder Hinsicht gelohnt. Allein in die archäologische Feldforschung flossen seit der Ernennung etwa dreimal mehr Mittel als in den Vergleichsjahren zuvor. Dies versetzte etliche Teams in die Lage, weitgehend frei vom früher allgegenwärtigen Kostendruck mit dem Einsatz modernster Technologie zu forschen. So wurden allein durch die geophysikalischen Untersuchungen der Jahre 2004 und 2005 Ergebnisse offenkundig, die langfristig wohl zu einer vollkommenen Neubewertung der Situation auf der Brodgar-Halbinsel führen werden. So ist man unter anderem ziemlich sicher, innerhalb eines dykes, der sich nordwestlich von Bookan quer über die Halbinsel zieht und der bisher als wesentlich jüngerer field dyke (das heißt Feld- oder Gemarkungsgrenze) interpretiert wurde, mindestens eine weitere, bisher völlig unbekannte neolithische Siedlung entdeckt zu haben (wahrscheinlich sogar zwei), ferner mehrere cairns und einige im Erdreich liegende, bisher unbekannte Objekte, wahrscheinlich auffallend große Steine mit unbekanntem Verwendungszweck.
Auch touristisch ist das Weltkulturerbe ein voller Erfolg. Orkney weist mit rund 20-prozentigen Zuwächsen pro Jahr die beinahe höchsten Zuwachsraten in ganz Schottland auf. Wesentlich beteiligt ist das Aufkommen an Besuchern von Kreuzfahrten, das sich im fraglichen Zeitraum nahezu verdoppelt hat – und sie alle haben das Weltkulturerbe als festen Bestandteil im Landprogramm.
Gleichzeitig stellten sich damit aber auch die ersten massiven Probleme für den Unterhalt und die zukünftige Konservierung der Anlagen ein. Die Schwitzwasserprobleme im Maeshowe zum Beispiel entwickelten sich derartig dramatisch, dass seit der Sommersaison 2006 die täglichen Besucherzahlen limitiert werden mussten. Ganz ähnliche Probleme zeichnen sich für die Außenanlagen von Skara Brae und selbst das neu errichtete Visitor Centre am dortigen Standort ab, obwohl man das benachbart gelegene Herrenhaus Skaill House seit seiner Öffnung für die Allgemeinheit gleichrangig mit vermarktet, um die Besucherströme in Skara Brae zu entzerren.
Beschreibungen der einzelnen Objekte finden sich in nachstehend aufgeführten Artikeln:
- Die Siedlungen
  - Skara Brae Neolithic Settlement
  - Barnhouse Neolithic Settlement
- Die Henge-Monumente
  - Stones of Stenness
  - Ring of Brodgar
- Maeshowe Chambered Cairn
- Die Standing Stones des Weltkulturerbes Orkney